# Mantius ravidus
Mantius ravidus là một loài nhện trong họ Salticidae.
Loài này thuộc chi Mantius. Mantius ravidus được Eugène Simon miêu tả năm 1899.